# Santuari de Puig-agut
Santuari de Puig-agut és un santuari d'estil neogòtic de Manlleu (Osona) inclòs en l'Inventari del Patrimoni Arquitectònic de Catalunya.
Va ser el primer santuari dedicat al Sagrat Cor de Jesús. Ramon Madirolas va promoure la construcció del santuari de Puig-agut acabat l'any 1886. Actualment hi ha una escola fundada l'any 1972 a Manlleu anomenada CEIP Puig-Agut.

## Descripció
És una ermita dedicada al Sagrat Cor de Jesús, a la Verge de Lurdes i a sant Josep. Està situada dalt d'un turó de marges de 696 metres d'altitud, el punt més alt del terme de Manlleu. L'edifici és de planta de creu grega; per bé que els braços verticals no són gaire prolongats formant (amb voltes per aresta) dues capelles: la de la dreta dedicada a Sant Josep i la de l'esquerra a la Verge. Al creuer s'hi eleven uns arcs en forma d'ogiva, i damunt petxines s'erigeix una cúpula prismàtica als murs de la qual s'hi obren finestres ogivals decorades amb vitralls. Exteriorment la cúpula és coberta per una piràmide ortogonal. Als peus de l'església s'hi situa el cor. La façana es troba orientada a migdia i presenta decoracions amb arquets cecs distribuïts de forma graonada, una rosassa amb vitrall i un portal rectangular. Els braços de la creu són coberts a dues vessants i decorats amb pinacles. Les parets exterior són ornamentades amb simulació de carreus i pedres cantoneres.

## Història

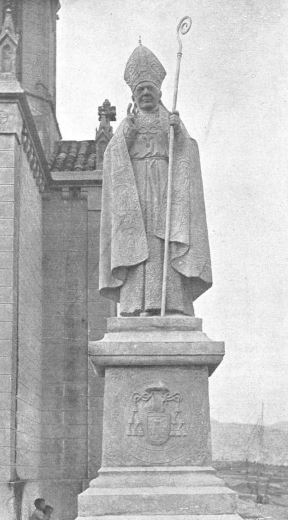
Estàtua del bisbe Morgades al Santuari de Puig-agut al 1904

L'edifici el va projectar l'arquitecte August Font i Carreras entre els anys 1883 i 1886 a instàncies del pietós Ramon Madiroles i Codina, hereu d'un mas situat en terme de Manlleu a poca distància de l'ermita. El 18 de febrer de 1886 va ser beneït pel bisbe Morgades. Segons una nota de l'interior de l'església, aquest fou el primer temple expiatori dedicat al Sagrat Cor a l'Estat.
El fundador va tenir cura de mantenir-ne la tradició mitjançant el butlletí "El faro de Puig-agut". La primera època va arribar fins a finals de la dècada de 1910 i era una elaboració personal del promotor de Puig-agut, Ramon Madirolas i Codina. Després de la Guerra Civil, el santuari va passar per un llarg procés de reconstrucció després de resultar molt afectat per l'acció anticlerical del període de confrontació bèl·lica. Aleshores, l'administrador Lluís Masoliver i col·laboradors, van emprendre la pacient labor de recuperar l'esperit i empenta de Madirolas. Una d'aquestes tasques fou la de publicar, de nou, "El Far de Puig-agut". Amb tècniques molt rudimentàries, com el ciclostil, Masoliver difonia fulls solts amb la informació corresponent. La mort de Lluís Masoliver, l'any 1983, va deixar orfes al butlletí i el grup humà de Puig-agut. Xavier Valls, que ja duia força anys implicat en el col·lectiu, va assumir el paper d'administrador del santuari i Francesc d'A. Pujol va fer-ho amb el butlletí. D'aquesta manera, s'encetava una nova època, la tercera, que encara perdura. Després de Pujol, fins al present, ha estat Àlex Roca qui ha actuat de coordinador de la publicació.